# Ліон (регбійний клуб)
Ліон Олімпік Універсітер (фр. Lyon olympique universitaire) — французький регбійний клуб з Ліона, який виступає в найсильнішій лізі країни, Топ 14. Клуб був заснований в 1896 році під назвою Рейсінг Клаб де Ліон. Університетський статус команда отримала в 1901 році. Домашні матчі Ліон проводить на арені Матмют Стадьюм вміщає 11 805 тисяч глядачів. Раніше команда грала на стадіоні Стад Вуєрме.
На логотипі клубу зображений вовк. Це пояснюється тим, що у французькій мові абревіатура команди LOU співзвучна слову loup, «вовк».

## Історія
Ліон, відомий у Франції під абревіатурою LOU, — один з найстаріших спортивних клубів країни. Регбійна команда клубу стала однією з перших створених за межами Парижа. Спочатку команда носила назву Рейсінг, оскільки клуб був сформований в результаті об'єднання Рейсінг Клаб де Віз та Регбі Клаб де Ліон. У 1902 році, коли до регбістів приєдналися спортсмени ще з декількох клубів, команда отримала ім'я Рейсінг е Серкль Реюньйон. Кілька місяців по тому команду було перейменовано в Ліон Олімпік. Нарешті, з 1910 року клуб отримав сучасну назву. Чорно—червоні кольори використовуються з 1902 року.
Клуб організовує роботу ряду спортивних секцій (зараз їх 13), причому регбійне відділення вважається одним з найсильніших. У 1931—1933 роках регбісти тричі виходили у фінал національного чемпіонату. У першому фіналі Ліон програв команді Тулон (3:6), однак пізніше два титули дісталися саме чорно—червоним. У 1932 та 1933 роках клуб двічі виграв у Нарбонни з рахунком 9:3 і 10:3. Згодом регбісти виступали в нижчих дивізіонах. У сезоні 2006/2007, вже виступаючи в другій лізі, Ліон володів другим бюджетом серед учасників дивізіону. Новий тренер Крістіан Ланта, який раніше працював з Рейсінг Клаб де Франс, Тревізо і Ажен, і повинен був вивести Ліон на вищий рівень протягом двох сезонів. Проте, команда вийшла в Топ 14 лише в 2011 році і вибула з числа найсильніших вже за підсумками сезону. У сезоні 2013/2014 клуб посів 1-е місце у другій лізі і вийшов в Топ 14.

## Досягнення
Топ 14
- Чемпіон: 1932, 1933
- Фіналіст: 1931

Про Д2
- Переможець: 2011, 2014

Шаленж Ів дю Мануар
- Переможець: 1933

Федераль 1
- Переможець: 2002

Другий дивізіон
- Переможець: 1989, 1992

## Фінальні матчі

### Чемпіонат Франції
| Дата           | Переможець | Фіналіст | Рахунок | Стадіон            | Вболівальники |
| 10 травня 1931 | Тулон      | Ліон     | 6:3     | Парк Лескюр, Бордо | 10,000        |
| 5 травня 1932  | Ліон       | Нарбонн  | 9:3     | Парк Лескюр, Бордо | 13,000        |
| 7 травня 1933  | Ліон       | Нарбонн  | 10:3    | Парк Лескюр, Бордо | 15,000        |

## Сезон 2016/17 Топ 14
| \| \| 2016–17 Топ 14 таблиця \| watch · edit · discuss \| |                        |                        |          |       |         |         |            |                     |          |             |                |                 |      |
| | Клуб                   | Розіграних             | Виграних | Нічия | Програш | Бали за | Бали проти | Різниця балів Diff. | Проби за | Проби проти | Здобуті бонуси | Втрачені бонуси | Бали |
| 1 | Атлантик Стад Рошель   | 17                     | 10       | 3     | 4       | 439     | 313        | +126                | 42       | 24          | 5              | 3               | 54   |
| 2 | АСМ Клермон Овернь     | 17                     | 10       | 3     | 4       | 497     | 351        | +146                | 52       | 36          | 5              | 2               | 53   |
| 3 | Монпельє Еро           | 17                     | 10       | 0     | 7       | 434     | 378        | +56                 | 38       | 33          | 3              | 3               | 46   |
| 4 | Кастр                  | 17                     | 9        | 1     | 7       | 438     | 347        | +91                 | 42       | 27          | 3              | 2               | 43   |
| 5 | Тулон                  | 17                     | 8        | 1     | 8       | 408     | 363        | +45                 | 37       | 35          | 4              | 4               | 42   |
| 6 | Тулуза                 | 17                     | 9        | 0     | 8       | 348     | 333        | +15                 | 32       | 24          | 2              | 4               | 42   |
| 7 | Бордо-Бегль            | 17                     | 8        | 1     | 8       | 397     | 388        | +9                  | 33       | 34          | 1              | 4               | 39   |
| 8 | Сексьйон Палуаз        | 16                     | 8        | 0     | 8       | 366     | 395        | –29                 | 35       | 36          | 1              | 4               | 37   |
| 9 | Брів Коррез            | 17                     | 8        | 1     | 8       | 366     | 414        | -48                 | 24       | 37          | 0              | 2               | 36   |
| 10 | Рейсінг                | 16                     | 8        | 1     | 7       | 350     | 349        | –1                  | 34       | 30          | 2              | 0               | 36   |
| 11 | Стад Франсе            | 17                     | 7        | 1     | 9       | 397     | 431        | –34                 | 38       | 39          | 2              | 2               | 34   |
| 12 | Ліон                   | 16                     | 6        | 2     | 8       | 325     | 361        | –36                 | 24       | 26          | 2              | 3               | 33   |
| 13 | Гренобль               | 16                     | 4        | 0     | 13      | 392     | 537        | –145                | 37       | 49          | 1              | 6               | 23   |
| 14 | Авірон Байонне         | 16                     | 4        | 2     | 10      | 256     | 453        | –197                | 18       | 47          | 0              | 0               | 16   |
| Якщо команди знаходяться на одному рівні в таблиці на будь-якому етапі, будуть застосовані тайбрейкі в наступному порядку: 1. Класифікація в попередньому сезоні Топ 14 |                        |                        |          |       |         |         |            |                     |          |             |                |                 |      |
| Зелений фон (1 та 2 рядки) отримують пів-фінальні плей-офф місця і візьмуть участь у 2017-18 Європейському кубкові чемпіонів з регбі. Голубий фон (рядки від 3 до 6) здобудуть чвертьфінальні плей-офф місця і візьмуть участь у Кубку чемпіонів. Жовтий фон (7 рядок) авансують до плей-офф щоб отримати шанс позмагатись в Кубку чемпіонів. Білий фон вказує на команди, які здобули місце в Кубку Європи з регбі. Червоний фон (13 і 14 рядки) — команди будуть перенесені до Регбі Про Д2. Фінальна таблиця |                        |                        |          |       |         |         |            |                     |          |             |                |                 |      |
| | 2016–17 Топ 14 таблиця | watch · edit · discuss |          |       |         |         |            |                     |          |             |                |                 |      |